# Bedāf
Bedāf (persiska: بداف, بَداف) är en ort i Iran.   Den ligger i provinsen Yazd, i den centrala delen av landet, 500 km söder om huvudstaden Teheran. Bedāf ligger 1 501 meter över havet och antalet invånare är 978.
Terrängen runt Bedāf är en högslätt, och sluttar brant österut. Runt Bedāf är det glesbefolkat, med 9 invånare per kvadratkilometer. Närmaste större samhälle är Mehrdasht, 5,9 km öster om Bedāf. Trakten runt Bedāf är ofruktbar med lite eller ingen växtlighet.